# 塔尔高 (城镇)
塔爾高（德語：Thalgau）是奧地利的城鎮，位於該國中部，距離首府薩爾茨堡18公里，由薩爾茨堡州負責管轄，面積48.17平方公里，海拔高度545米，2012年人口5,560。